# Cycle thébain

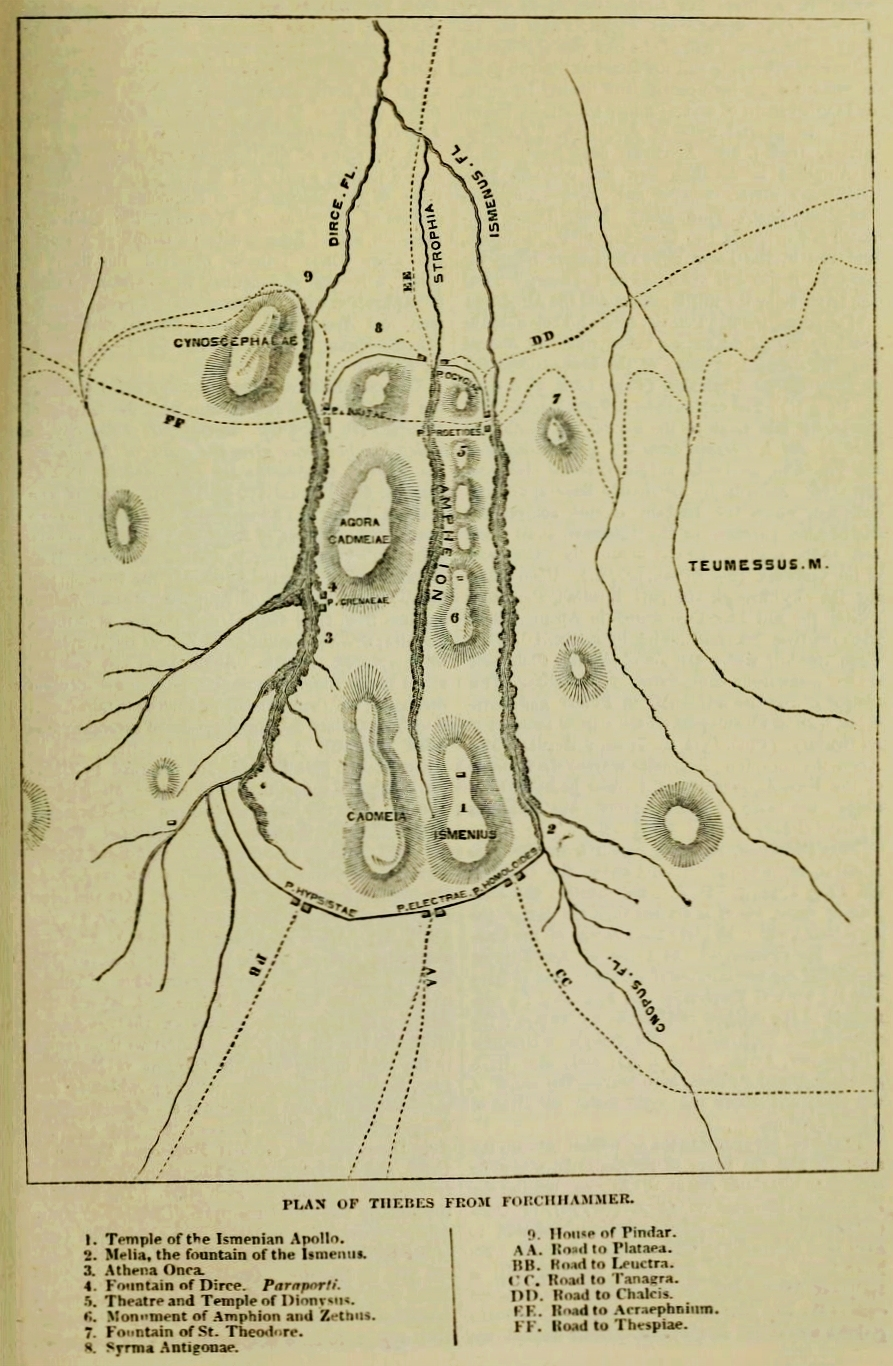
Thèbes

Le Cycle thébain (en grec ancien Θηβαϊκὸς Κύκλος / Thêbaïkòs Kúklos) est un ensemble de quatre épopées perdues de la Grèce antique, traitant des légendes rattachées à la cité béotienne de Thèbes. Ces œuvres étaient composées en hexamètres dactyliques et ont été fixées par écrit à l’époque archaïque, probablement entre 750 et 500 av. J.-C. Elles sont souvent rattachées au « Cycle épique », un ensemble regroupant la Titanomachie et le Cycle troyen.
Les légendes du Cycle thébain étaient largement répandues dans la tradition orale : les œuvres d’Homère, l’Iliade et l’Odyssée, y font parfois allusion. Les plus célèbres sont celles d’Œdipe, de la guerre des sept chefs et des Épigones, popularisées par les tragédies grecques du Ve siècle av. J.-C.
Le Cycle est traditionnellement décomposé comme suit :
| Titre                       | Auteur présumé              | Date présumée          | Récit |
| --------------------------- | --------------------------- | ---------------------- | --- |
| L’Œdipodie ou Geste d’Œdipe | Cinéthon de Sparte          | ?                      | Histoire d'Œdipe : épisode du Sphinx et probablement de son mariage incestueux avec sa mère Jocaste                                                                |
| La Thébaïde                 | Inconnu (Homère ?)          | ?                      | Guerre des sept chefs : conflit entre les fils d’Œdipe (Étéocle et Polynice) et expédition malheureuse de Polynice contre Thèbes, épaulé par plusieurs héros grecs |
| Les Épigones                | Antimaque de Téos ou Homère | VIIIe siècle av. J.-C. | Suite de la Thébaïde : histoire des Épigones, les descendants des sept chefs, qui assiègent à nouveau la ville et la prennent                                      |
| L’Alcméonide                | Inconnu                     | ?                      | Histoire du meurtre par Alcméon de sa mère Ériphyle, pour venger la mort de son père Amphiaraos (contée dans la Thébaïde)                                          |